# زلزال رومانيا 1940
زلزال رومانيا 1940 كان زلزال بقوة 7,4 مقياس ريختر، والذي حدث بتمام الساعة 3:39 بتاريخ 10 نوفمبر 1940، في منطقة فرنجيا في رومانيا بعمق 133 كم. وكان أول زلزال كبير في رومانيا.
أضراره كانت كبيرة في وسط وجنوب مولدوفا، وفي مونتانيا. بلغ عدد القتلى حوالي 1000 قتيل و 4000 مصاب، أغلبهم في مولدوفا. بسبب الحرب لم يتم إحصاء العدد الصحيح.